# George Etherege
George Etherege (Maidenhead, Berkshire, ca. 1635 – Parijs, 10 mei (?) 1692) was een Engelse diplomaat en toneelschrijver. Hoewel hij maar drie toneelstukken op zijn naam heeft staan, wordt hij gerekend tot de Grote Vijf van het komische toneel van de Restauratie, samen met  William Congreve, George Farquhar, John Vanbrugh en William Wycherley.

## Levensloop
Etherege was de oudste van de zes kinderen van George Etherege en Mary Powney. Het is zeker dat hij is opgeleid aan Lord Williams’s School in Thame, Oxfordshire. Het verhaal gaat dat hij daarna heeft gestudeerd aan de Universiteit van Cambridge, maar dat is allerminst zeker.
Hij trad als advocaat-in-opleiding in dienst bij de Londense advocaat George Gosnold. Het is mogelijk dat hij enige tijd samen met zijn vader in Parijs heeft verbleven, waar hij toneelstukken van Molière uitgevoerd zag. Zijn vader was in 1644 Henriëtta Maria, de echtgenote van de later onthoofde koning Karel I van Engeland, gevolgd, toen zij tijdens de Engelse Burgeroorlog moest uitwijken naar Frankrijk. George Etherege Sr. overleed daar in 1650.
Toen Engeland na de dood van Oliver Cromwell weer een monarchie was geworden onder koning Karel II, begon Etherege een leven in de periferie van het hof. Zijn levensstijl zouden we tegenwoordig die van een playboy noemen. Love in a Tub (1664), zijn eerste toneelstuk, vestigde zijn naam als schrijver. Hij raakte bevriend met gelijkgestemde geesten als Sir Charles Sedley en John Wilmot, graaf van Rochester. Net als John Wilmot had Etherege een dochter bij de actrice Elizabeth Barry. Zijn temperament leverde hem bijnamen op als ‘Gentle George’ en ‘Easy Etherege’. Dat nam niet weg dat hij een paar maal in de problemen kwam door vechtpartijen na overvloedig gebruik van alcohol.
Na korte tijd een functie aan het hof te hebben vervuld, verbleef Etherege tussen 1668 en 1671 in Konstantinopel als secretaris van een diplomatieke missie.
In 1676 werd zijn derde toneelstuk, The Man of Mode, een enorm succes. Daarna schreef hij echter niets meer. Hij verloor zijn fortuin aan de speeltafel, maar zijn geluk liet hem niet in de steek. Hij werd tot ridder geslagen en trouwde in 1678 of 1679 met een rijke weduwe, Mary Sheppard Arnold.
In 1685 werd hij op een diplomatieke missie naar Regensburg gestuurd. Toen koning Jacobus II in 1688 was afgezet, voegde Etherege zich bij hem in zijn ballingsoord Parijs. Drie jaar later overleed hij daar.

## Werken

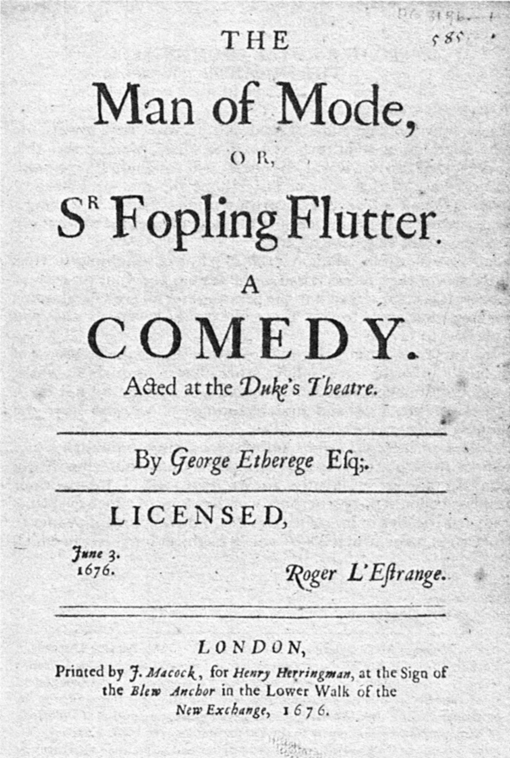
Kaft van The Man of Mode (1676).

Als oudste van de ‘Grote Vijf’ had Etherege een beslissende invloed op de ontwikkeling van de ‘Restoration comedy’.
De karakters zijn mensen uit de hoogste kringen, die een losbandig leven leiden. Hun taalgebruik is vaak obsceen. Doorgaans raakt de mannelijke hoofdpersoon er in de loop van het stuk echter van overtuigd dat een monogaam huwelijk toch het beste voor hem is. Een traditioneel element in deze komedies is dat de vrouwelijke hoofdpersoon toch steevast als maagd het huwelijk ingaat.
Een vast karakter in deze komedies is de ‘fop’, de fat. De fat is de man die erbij wil horen, maar de regels van het spel niet helemaal begrijpt. Meestal loopt het slecht met hem af. Hij wordt gekoppeld aan de verkeerde vrouw (zoals Sir Joseph Wittol in Congreves The Old Bachelor) of het huwelijk met de vrouwelijke hoofdpersoon wordt op het laatste moment verhinderd (dat overkomt Lord Foppington in Vanbrughs The Relapse).
Anders dan bijvoorbeeld William Wycherley had Etherege met zijn stukken geen satirische bijbedoeling. Hij beschreef gewoon het leven van de betere klassen, zoals hij dat zelf ook leidde.
Etherege was lui, zoals hij in zijn brieven ook ruiterlijk toegaf. Hij schreef maar drie toneelstukken, en dat met lange tussenpozen:
- The Comical Revenge or Love in a Tub (1664), een ingewikkeld stuk met vier plots. Het stuk is deels op rijm.
- She would if she could (1668) had een strakkere opzet dan Ethereges eersteling, maar het stuk was geen succes. Samuel Pepys, die de première bijwoonde, schreef in zijn dagboek[2] dat Etherege boos was op de spelers, die het stuk ongeïnspireerd hadden gebracht.
- The Man of Mode or Sir Fopling Flutter (1676) wordt door de critici unaniem als Ethereges beste stuk gezien. Het is ook het enige stuk van zijn hand dat repertoire heeft gehouden.[3] De karakters zijn gebaseerd op mensen uit zijn vriendenkring. Sir Fopling Flutter is Beau Hewit, in die tijd een beroemde dandy. Dorimant, de hoofdpersoon, is waarschijnlijk John Wilmot en de roddelaar Medley is misschien Etherege zelf. Een bijzonderheid van het stuk is dat de fat, Sir Fopling Flutter, geen geaffecteerde ijdeltuit is (zoals bijvoorbeeld Lord Foppington uit The Relapse van Sir John Vanbrugh), maar eerder een sympathieke dwaas.

Daarnaast schreef Etherege enkele gedichten.